# Енгелберт I (Горица)
Енгелберт I от Горица (на немски: Engelbert I von Goerz; на латински: Engelbertus palatinus comes; † ок. 14 декември 1122) от род Майнхардини (Горицката династия) е граф от Горица (Гьорц) (1090 – 1122) и пфалцграф на Бавария (1099 – 1120) и фогт на манастир Милщат в Каринтия.

## Биография
Той е най-възрастният син на граф Мегинхард в Пустертал, граф на Каринтия († 1090) и брат на Майнхард I, граф на Горица и пфалцграф на Каринтия († 1142). По други източници той е син на Енгелберт фон Гьорц и Хартвиг, дъщеря на пфалцграф Арибо II († 1102). Той е племенник на двете сестри на пфалцграф Арибо II Вилипург и Луитгард.
Енгелберт наследява баща си като граф на Горица и от Куно I фон Рот титлата пфалцграф на Бавария.
Кралят поставя Енгелберт като пфалцграф на Бавария през 1099 г., след свалянето и осъждането за предателство на Арибо II през 1055 г. и след смъртта на роднината му Рапото V Баварски през 1099 г. Той преписва през 1122 г. манастир Милщат, който е наследил, на Светия престол в Рим.
През 1116 г. пфалцграфството в Бавария получава граф Ото V фон Шайерн от фамилията Вителсбахи.